# Caledon
Caledon este un oraș din provincia Western Cape, Africa de Sud.